# منتخب الاثر فی الامام الثانی عشر
کتابی روایی از لطف‌الله صافی گلپایگانی است. مؤلف در این کتاب احادیث مربوط به مهدی را از کتب شیعه و سنی جمع‌آوری کرده‌است. مؤلف به سبب تألیف این کتاب، برگزیده هشتمین همایش دکترین مهدویت شد.